# Сингряново
Сингря́ново (рос. Сынгряново, башк. Һеңрән) — присілок у складі Ілішевського району Башкортостану, Росія. Входить до складу Кадировської сільської ради.
Населення — 388 осіб (2010; 419 у 2002).
Національний склад:
- башкири — 97 %